# 믿음의 성수기
《믿음의 성수기》는 국내에 있는 기독교 성지를 찾아가 그 의미와 가치를 짚어보는 성지탐방과 여행, 음식이 어우러지는 CTS기독교TV의 기행 프로그램이다.

## MC
- 한호정= 미스코리아